# Sandra Cornejo
Sandra Cornejo es una poeta y periodista cultural argentina nacida el 14 de abril de 1962 en la ciudad de La Plata, provincia de Buenos Aires. Debido a la profesión de sus padres creció en las provincias de Chubut, Catamarca y Mendoza, Argentina.

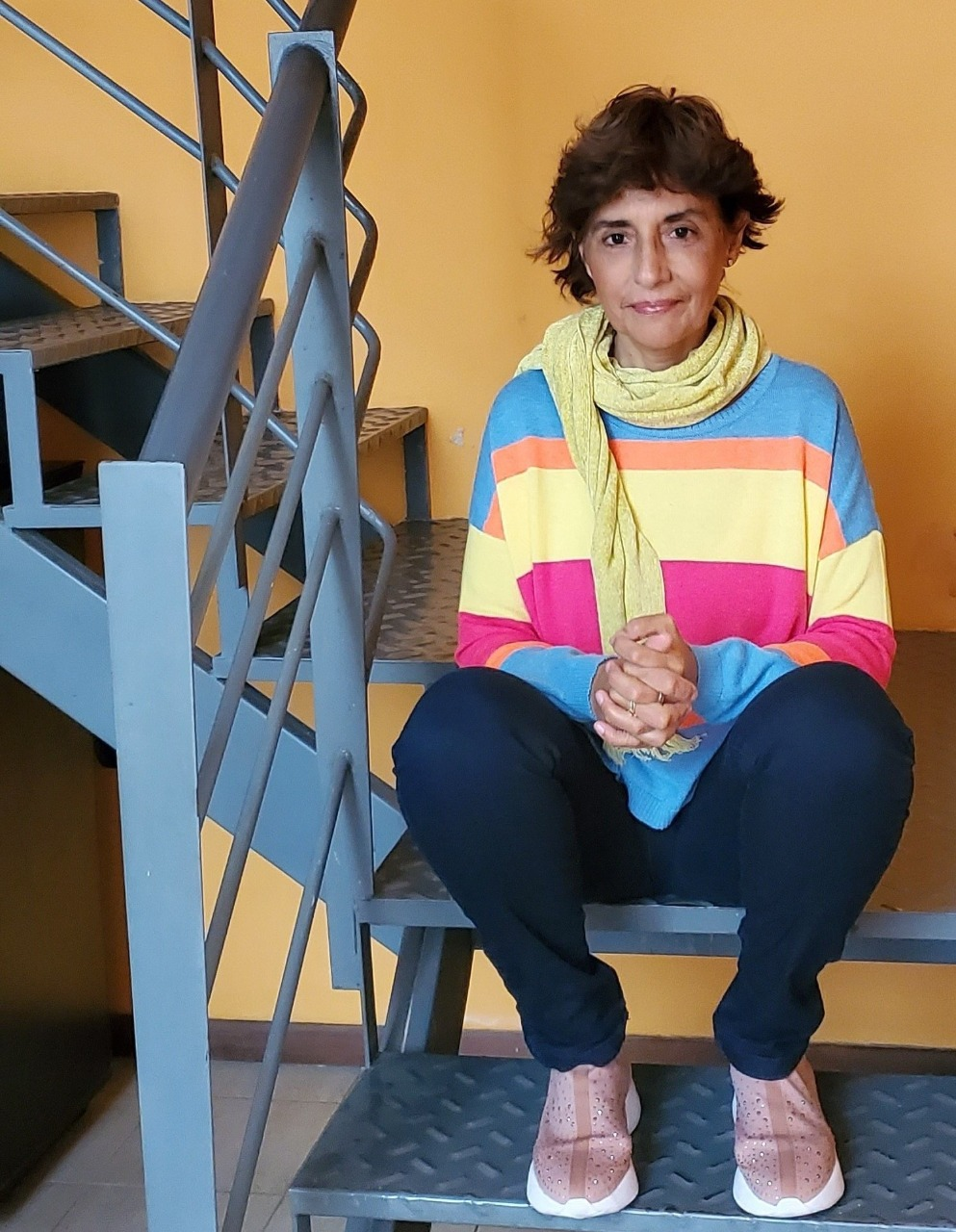
Poeta y periodista cultural argentina Sandra Cornejo

A los 17 años se establece otra vez en la ciudad de La Plata donde estudia, trabaja y reside. Su poesía indaga entre otros tópicos la extranjería, el paisaje, el retorno al amor universal a  través del amor maternal, la espiritualidad. Interesada por el cruce entre poesía y  plegaria, en 2020 empieza a analizar la obra de la poeta y eremita italiana Mirella Muià con el fin de expandir el tema en un trabajo que analiza vínculos.
Trabaja actualmente en la Biblioteca Central de la Provincia de Buenos Aires donde realiza clubes de lecturas, entre otros.

## Libros
- “Borradores” (Sudestada, 1989)
- “Ildikó” (Último Reino, 1998)
- “Sin Suelo” (Ediciones Vox, 2001)
- “Partes del Mundo” (Alción Editora, 2005)
- "Todo lo perdido reaparece" (Cuadernos orquestados, Cuadrícula Ediciones, 2012)[2]
- "Bajo los ríos del cielo" (Ediciones Al Margen, 2014)[3][4]
- "Corteza" (Prueba de Galera Editoras, 2019)

Críticas y poemas de "Corteza"
El día de La Plata, por Santiago Sylvester
Los poetas no van al cielo, por Susana Cabuchi
Letras.s5 - Mysite.com, revista chilena de cultura, por Adrián Ferrero
Campo de maniobras, de Jorge Aulicino
El poeta ocasional

## Actividad cultural
Es Periodista y Licenciada en Comunicación Social por la Universidad Nacional de La Plata y obtuvo la Diplomatura en el Posgrado de Lectura, Escritura y Educación en FLACSO Argentina (Facultad Latinoamericana de Ciencias Sociales, CABA). Se desempeña en distintos ámbitos en Comunicación Institucional y Gestión Cultural. Realiza talleres de expresión creativa en escuelas, bibliotecas y unidades penitenciarias. Colabora con notas culturales en el diario El Día de La Plata y en distintos medios del país y el extranjero.
Publicó: Borradores (Cuadernos de Sudestada, 1989), Ildikó (Último Reino, 1998), Sin suelo (Ediciones Vox, 2001), Partes del mundo (Alción Editora, 2005), Bajo los ríos del cielo (Ediciones Al Margen, 2014) y Corteza (Prueba de Galera Editoras, 2019). En 2012, la colección de poesía Cuadernos orquestados, dio a conocer una selección de sus textos éxitos e inéditos con el título Todo lo perdido reaparece. Poemas suyos fueron incluidos, asimismo, en varias antologías; entre ellas: Poetas argentinas, 1961-1980 (Ediciones del Dock, 2007), Poesía de Pensamiento. Una antología de poesía argentina (Endymion, España, 2015) y Antología Federal de Poesía. Provincia de Buenos Aires (CFI, 2019). Participó en el Festival Internacional de Poesía de Buenos Aires (2016) y representó a su país en el Festival ISLA (Dublín, Irlanda, 2017). Obtuvo, además, la distinción a la Labor Literaria, otorgada por Cultura La Plata, en 2016. Fue traducida al inglés y su poema Todo lo perdido reaparece fue musicalizado por la cantautora Sofia Rei. Edita, desde 2006, el sitio web Tuerto Rey.